# Будинок Канта
Будинок Канта — будинок в селищі Веселівка (колишній Юдшен нім. Judtschen), побудований приблизно в кінці ХІХ — на початку ХХ століття на місці будинку пастора Д. Е. Андерша. В будинку пастора три роки з 1747 по 1751 рік жив і працював домашнім учителем німецький філософ Іммануїл Кант. Саме в цей час, в 1747—1755 роки, він розробив і опублікував свою космогонічну гіпотезу походження Сонячної системи з первинної туманності. Будинок пастора в Юдшене був єдиним місцем, куди Кант виїжджав з рідного Кенігсберга. Його власником є Калінінградський обласний історико-художній музей. Був відкритий після реставрації 16 серпня 2018 року.

## Історія
Будинок був побудований в кінці XVII століття, в середині XVIII століття він був перебудованим будинком пастора Даніеля Ернста Андерша (нім. Daniel Ernst Andersch, 1701—1771).

## Сучасність
У червні 2015 року російська служба державної охорони об'єктів культурної спадщини Калінінградської області включила будинок пастора з флігелями і садом в єдиний державний реєстр об'єктів культурної спадщини (пам'яток історії та культури) народів Російської Федерації як об'єкт культурної спадщини регіонального значення «Садиба пастора приходу Юдшен, пов'язана з життям і діяльністю філософа Іммануїла Канта, XVIII—XIX ст.».